# Luis César Sampedro
Luis Ángel César Sampedro (Vilagarcía de Arousa, 3 maggio 1966) è un allenatore di calcio ed ex calciatore spagnolo, di ruolo portiere, tecnico del Gimnàstic.